# Kurt Severin
Kurt Severin (* 11. April 1896 in Charlottenburg; † 12. Mai 1970 in Wolkersdorf) war ein deutscher Grafiker und Entwerfer von Porzellan-Dekor.

## Leben
Um 1925 arbeitete Kurt Severin für die Kunstabteilung und Geschirrabteilung der Firma Rosenthal in Selb und Bahnhof-Selb. Er entwarf und malte Dekore für ein Schokoladenservice, für Kaffeeservices, Deckeldosen, Vasen und Lampenfüße. Mehrere Figuren von Gustav Oppel und Hans Küsters tragen sein Dekor. Ähnlich wie bei den Dekoren von Kurt Wendler wurden diese Dekore von ausgebildeten Rosenthal-Malern in Handarbeit aufgetragen. Ihre Namen sind jeweils auf den Unterseiten der Porzellane vermerkt wie z. B. Röder, Schneider, Meyer, Schmidt, Schauerhauer.
In der Rosenthal-Werbung findet sich auch seine „Handschrift“ wieder. Von 1928 bis 1932 führte Kurt Severin zusammen mit dem ehemaligen Leiter der Kunstabteilung Rosenthal Max Schneider die Nürnberger Werkstatt „NÜW“ zur Herstellung und Bemalung von Fayenzen.
1936 erschien Das Buch vom Porzellan (Adalbert Zoellner) mit Illustrationen von Kurt Severin. Von 1937 bis 1961 arbeitete Kurt Severin für die Bleistift- und Zeichengerätefirma J.S. Staedtler in Nürnberg.
Die Stadt Schwabach beauftragte die zugezogenen Künstler Max Friese (* 1883; † 1958) und Kurt Severin mit der Gestaltung des Sitzungssaales. Von ihnen wurde unter Verwendung von 14000 Blatt Gold aus Schwabach ein Fries aus ornamentierten Inschriften mit Darstellungen bedeutender Schwabacher Unternehmen gestaltet. Seither heißt dieser Saal „Goldener Saal“.